# Obština Božurište
Obština Božurište (bulharsky Община Божурище) je bulharská jednotka územní samosprávy v Sofijské oblasti. Leží v západním Bulharsku, v Sofijské kotlině, jedné ze Zabalkánských kotlin, a na severních svazích okolních pohoří. Správním střediskem je město Božurište, kromě něj zahrnuje obština 9 vesnic. Žije zde zhruba 6 tisíc stálých obyvatel.

## Sídla
- Božurište[p 1] (sídlo správy)
- Deljan
- Gurmazovo[p 2]
- Cherakovo[p 2]
- Chrabărsko[p 2]
- Mala Rakovica
- Požarevo[p 2]
- Proleša[p 2]
- Rosoman
- Zlatuša

## Sousední obštiny
| Růžice kompasu | Slivnica          | Kostinbrod |       | Růžice kompasu |
| Růžice kompasu |                   | Sever      | Sofie | Růžice kompasu |
| Růžice kompasu | Obština Božurište |            | Sofie | Růžice kompasu |
| Růžice kompasu | Jih               |            | Sofie | Růžice kompasu |
| Růžice kompasu | Breznik           | Pernik     |       | Růžice kompasu |

## Obyvatelstvo
V obštině žije 5 956 stálých obyvatel a včetně přechodně hlášených obyvatel 6 915. Podle sčítáni 1. února 2011 bylo národnostní složení následující:
- Bulhaři: 8 015 (98.4 %)
- Romové: 48 (0.6 %)
- Turci: 28 (0.3 %)
- ostatní: 57 (0.7 %)